# Johan Hörlén
Johan Hörlén (* 24. September 1967 in Växjö) ist ein schwedischer Jazzmusiker (Altsaxophon, Klarinette, Komposition).

## Leben und Wirken

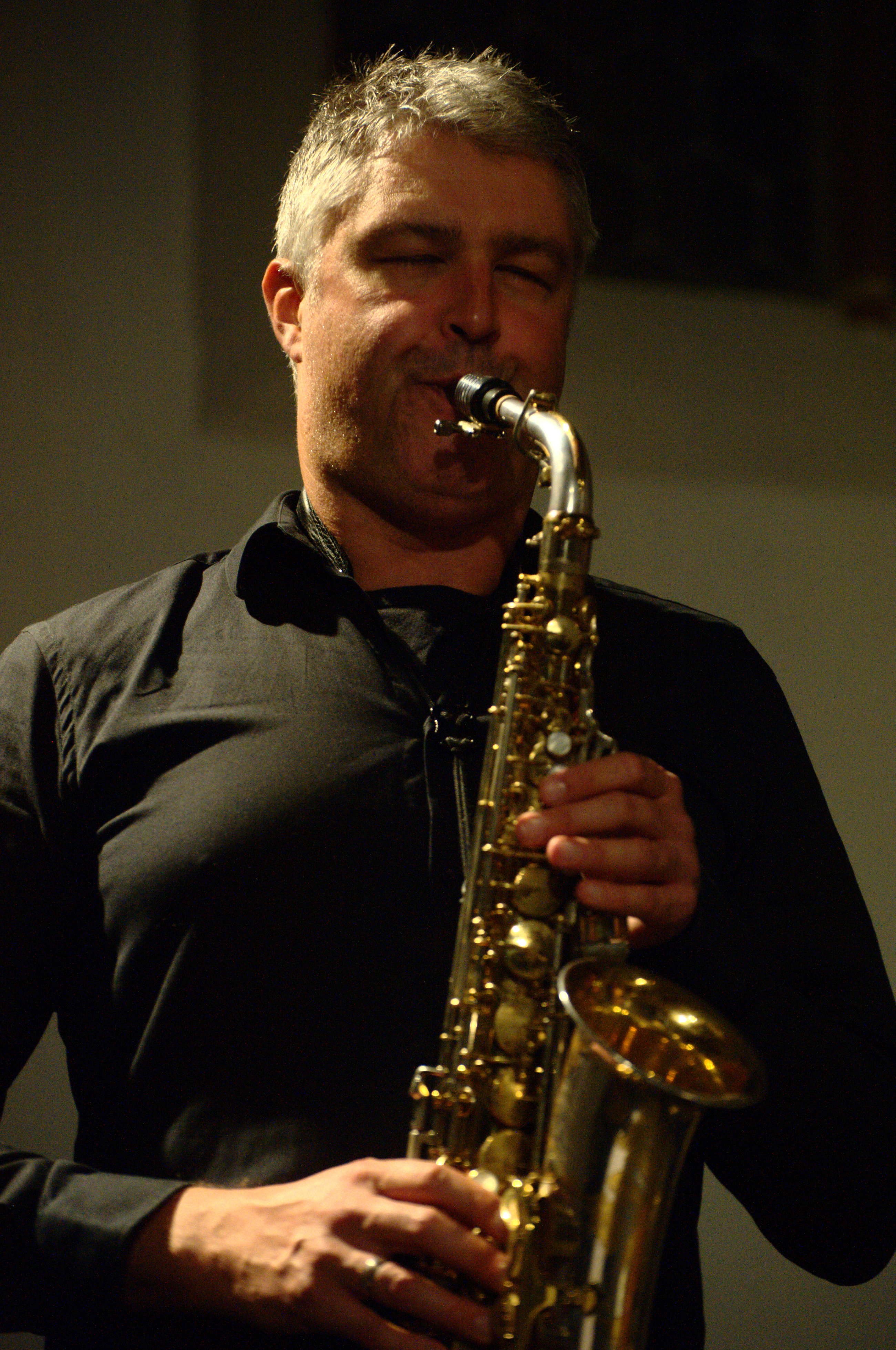
Johan Hörlén bei einem Konzert des Andy Hunter-Johan Hörlén Quartets in der Stadtkirche Darmstadt am 10. September 2017

Hörlén begann mit acht Jahren Klarinette zu spielen; ab dem Alter von elf Jahren wendete er sich auch dem Altsaxophon zu. Er studierte von 1986 bis 1990 klassisches und Jazz-Saxophon an der Königlichen Musikhochschule Stockholm.
Bereits seit 1988 ist er Mitglied des Stockholm Jazz Orchestra, seit 1995 dessen 1. Altist. Weiterhin arbeitete er mit dem Trondheim Jazz Orchestra und der Norrbotten Big Band. Seit 2011 gehört er zu den Solisten der WDR Big Band Köln. Mit diesem Klangkörper und eigenen Bands tourte er durch Nord- und Lateinamerika, Asien, Afrika, den Mittleren Osten und die meisten Länder Europas. Er legte bei der Plattenfirma Dragon Records zwei Alben unter eigenem Namen vor, Dance of Resistance und Chills. Als Gast oder Sideman ist er an fast 100 Produktionen beteiligt, etwa bei Joakim Milder, Stina Nordenstam, Anders Widmark, Peter Asplund und Lennart Åberg/Peter Erskine.
Hörlén lehrte an der Musikhochschule in Stockholm.